# Észak-Santander megye
Észak-Santander (spanyolul: Norte de Santander) Kolumbia egyik megyéje. Az ország északi részén terül el. Székhelye San José de Cúcuta.

## Földrajz
Az ország északi részén elterülő megye északon és keleten Venezuelával, délen Boyacá és Santander, nyugaton pedig Cesar megyével határos. Legnagyobb részén hegyláncok emelkednek, de nyugati csücskében és keleti részén vannak alacsonyabb fekvésű térségek is.

## Gazdaság
Legfontosabb termesztett növényei a manióka, a banán, az olajpálma, a rizs, a paradicsom, a burgonya és a hagyma. Ipara árbevételének legnagyobb részét a nemfémes ásványkincsek kitermelése és a malomipar adja.

## Népesség
Ahogy egész Kolumbiában, a népesség növekedése Észak-Santander megyében is gyors, ezt szemlélteti az alábbi táblázat:
| Év             | Lakosság  |
| -------------- | --------- |
| 1985           | 913 491   |
| 1993           | 1 046 577 |
| 2005           | 1 243 975 |
| 2012 (becsült) | 1 332 378 |
| 2020           |           |